# 소쿠리

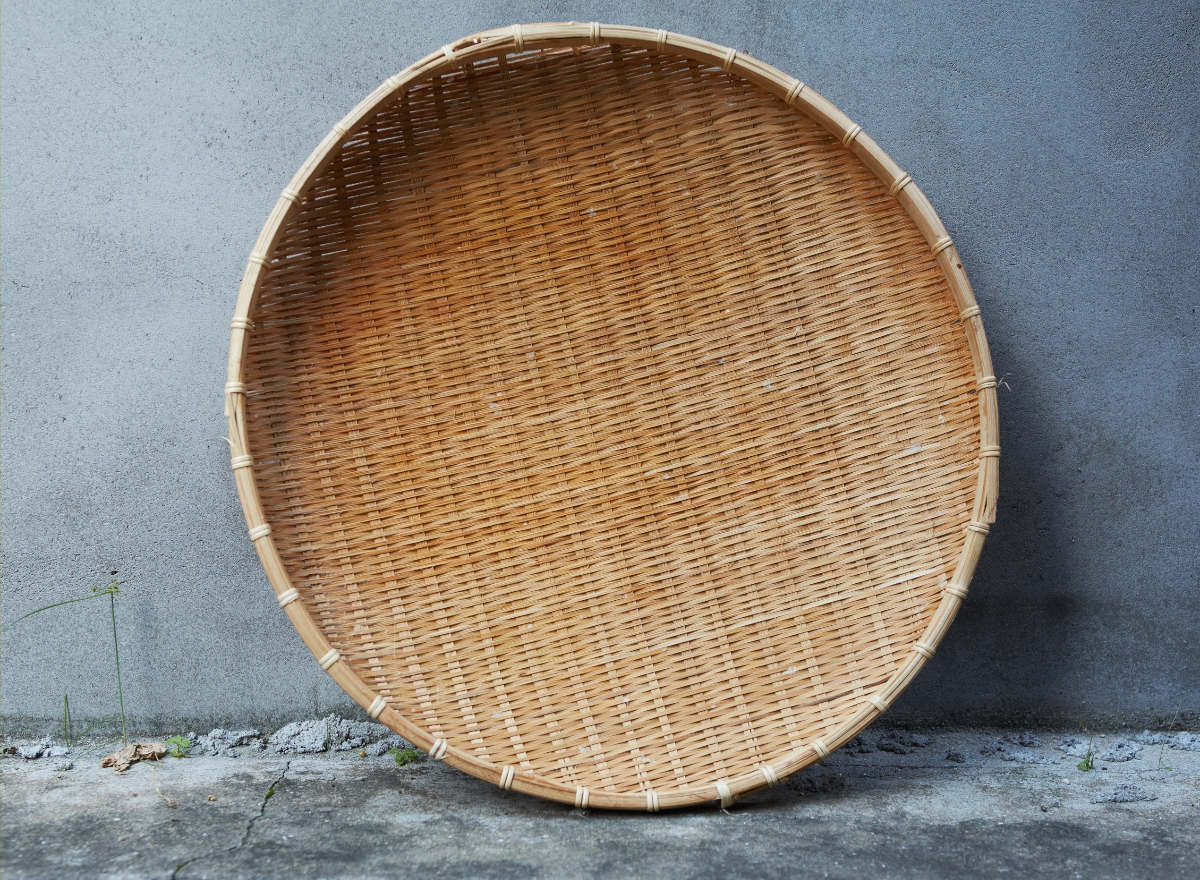
소쿠리

소쿠리 또는 오합(烏盒)은 대나 싸리로 엮어 테가 있게 만든 채그릇이다. 얇고 가늘게 쪼갠 대로 테가 있게 만든 그릇으로, 대의 겉으로 짠 것이 고급품이고, 속대로 짠 것은 질이 낮다. 식품을 담아 말리거나 곡물이나 채소를 물에 씻은 다음 물기를 빼는 데 사용한다. 또 과자나 과일을 담기도 한다.

## 같이 보기
- 광주리
- 채반